# Crispín Ojeda Márquez
Crispín Ojeda Márquez (Tecomán, Colima, 19 de noviembre de 1952), nombrado obispo de Tehuantepec (México) por el papa Francisco.

## Biografía

### Sacerdocio
Su ordenación sacerdotal fue el 27 de diciembre de 1979. Licenciado en Filosofía en la Pontificia Universidad Gregoriana en Roma. Fue rector del Seminario de Colima. Prefecto de estudios del Pontificio Colegio Mexicano en Roma.

### Episcopado
Se desempeñaba como obispo titular de Dumio y auxiliar de la arquidiócesis de México desde el 4 de junio de 2011 asumiendo las funciones de vicario de la VI Zona Pastoral "San José" en la Ciudad de México.  
Recibió la ordenación episcopal el 28 de julio de 2011.